# Несрабад (шахрестан Исфахан)
Несраба́д (перс. نصرآباد‎) — небольшой город в центральном Иране, в провинции Исфахан. Входит в состав шахрестана  Исфахан. По данным переписи, на 2006 год население составляло 5 751 человека.

## География
Город находится в южной части Исфахана, в гористой местности, на высоте 1615 метров над уровнем моря.
Несрабад расположен на расстоянии приблизительно 50 километров к юго-востоку от Исфахана, административного центра провинции и на расстоянии 375 километров к юго-юго-востоку (SSE) от Тегерана, столицы страны.